# Mišal al-Ahmad al-Džábir as-Sabáh
Šejk Mišal al-Ahmad al-Džábir as-Sabáh (arabsky: مشعل الأحمد الجابر الصباح; romanizovaně: ash-shaykh Mishʻal al-ʾAḥmad al-Jābir aṣ-Ṣabāḥ; * 27. září 1940, Kuvajt) je kuvajtský emír. Většinu své kariéry strávil v kuvajtském bezpečnostním a zpravodajském aparátu. Před nástupem na trůn ve věku 83 let byl nejstarším korunním princem na světě.

## Biografie
Mišal se narodil 27. září 1940 Ahmadovi al-Džábir as-Sabáh. Jeho otec v té době vládl jako desátý vládce Kuvajtského šejchátu. Byl jeho sedmým synem a z otcovy strany je mladším nevlastním bratrem tří kuvajtských emírů, Džábira al-Ahmad al-Džábir as-Sabah (1977–2006), Sabaha al-Ahmad as-Sabah (2006–2020) a Nawwáfa al-Ahmad al-Džábir as-Sabáh (2020–2023).
Navštěvoval základní školu Al Mubarakiya School v Kuvajtu, poté odešel studovat do Velké Británie na Hendonskou policejní vysokou školu, kterou absolvoval v roce 1960. Po absolvování Hendonu pracoval na kuvajtském ministerstvu vnitra (MOI). V letech 1967 až 1980 působil jako šéf Státní bezpečnosti. V této roli dohlížel na vývoj zpravodajské organizace v Kuvajtskou státní bezpečnost a působil jako její první ředitel. 
Dne 13. dubna 2004 ho tehdejší emír Džábir al-Ahmad al-Džábir as-Sabah jmenoval zástupcem náčelníka Kuvajtské národní gardy (KNG) na úrovni ministra, který v této pozici nahradil Nawwáfa. Zástupce náčelníka je jednou z nejmocnějších pozic Kuvajtu, protože náčelník je symbolická pozice, kterou zastává Salem al-Ali as-Sabáh, nejstarší člen rodu Sabahů.
Za svého působení v KNG vedl reformu této organizace a boj proti korupci. Během jeho funkčního období se KNG v roce 2019 připojila k Mezinárodní asociaci četnických a policejních sil s vojenským statutem (FIEP). Ze své pozice v KNG odstoupil v roce 2020 po své nominaci na korunního prince.
Krátce poté, co se jeho nevlastní bratr Sabah stal v roce 2006 emírem, byl ve vládnoucím rodu Al-Sabah považován za jednu ze tří hlavních osob s rozhodovací pravomocí. Během tohoto období údajně odmítal vyšší role, aby se vyhnul politickým sporům a zachoval své vztahy v rodině.
Když se zdraví jeho nevlastního bratra Sabaha začalo zhoršovat, jeho vliv rostl. Sabaha doprovázel na oficiálních návštěvách, včetně lékařského ošetření na klinice Mayo ve Spojených státech amerických.

### Korunní princ
Korunní princ Nawwáf se stal emírem po smrti svého nevlastního bratra Sabaha dne 29. září 2020. Podle kuvajtského práva měl Nawwáf na výběr svého korunního prince jeden rok. Po rekordně krátkých osmi dnech si 7. října vybral svého nevlastního bratra Mišala. Na zvláštním zasedání kuvajtského národního shromáždění následujícího dne všech 59 členů parlamentu jednomyslně schválilo Mišalovu nominaci. Po převzetí role korunního prince ve věku 80 let se stal nejstarším korunním princem na světě.
Jmenování Mišala, jednoho z nejstarších členů kuvajtského vládnoucího rodu, bylo analytiky interpretováno jako znamení, že vládci země se chtějí vyhnout významným změnám, jako je přechod k další generaci vůdců. Mišal byl vybrán místo jiných, možná kontroverznějších kandidátů na korunního prince, včetně bývalého premiéra Násira al-Mohameda as-Sabáha a místopředsedy vlády Násira Sabáha al-Ahmada as-Sabáha.
Očekávalo se, že převezme větší roli než předchozí korunní princové kvůli pokročilému věku Nawwáfa. Například 2. září 2021 mluvil s americkou viceprezidentkou Kamalou Harrisovou o bilaterálních vztazích Kuvajtu a USA a úloze Kuvajtu při evakuaci z Afghánistánu.
V reakci na politické nepokoje a patovou situaci v Kuvajtu korunní princ Mišal, nikoli Nawwáf, oznámil rozpuštění kuvajtského národního shromáždění dne 17. dubna 2023, přičemž v televizním projevu citoval zákon, který k tomu emíra zmocňuje.
Také reprezentoval Kuvajt na důležitých akcích v zahraničí, včetně státního pohřbu královny Alžběty II. ve Westminsterském opatství v Londýně v roce 2022 a svatbě korunního prince Husajna Jordánského v roce 2023.

### Emír
Mišal se stal kuvajtským emírem ve věku 83 let po smrti předchozího emíra, svého nevlastního bratra Nawwáfa al-Ahmad al-Džábir as-Sabáh, dne 16. prosince 2023, po jeho listopadové hospitalizaci.
Dne 15. února 2024 rozpustil Národní shromáždění uprostřed eskalujícího napětí mezi rodící se vládou a poslanci, což vedlo k celonárodnímu uváznutí na mrtvém bodě umocněném používáním urážlivého a nevhodného jazyka. O tři měsíce později, 10. května, po týdnech politického napětí po předčasných volbách v dubnu podruhé rozpustil parlament a pozastavil platnost vybraných ústavních článků na dobu nepřesahující čtyři roky.

## Osobní život
Mišal má dvě manželky; Nuriu Sabáh al-Salem as-Sabáh a Muniru Badáh al-Mutairi. Má dvanáct dětí, pět synů a sedm dcer. Byl zakladatelem a působil jako čestný předseda Kuvajtského sdružení radioamatérů. Byl také čestným prezidentem Kuwait Aircraft Engineer Pilots Association a Diwan of Poets.

## Vyznamenání
- Francie: Komandér Řádu čestné legie (4. prosince 2018), udělený Florence Parlyovou, ministryní ozbrojených sil[19]
- Bahrajn: Člen výjimečné třídy Řádu šejka Ísá bin Salmán Ál Chalífa (13. února 2024)[20]
- Saúdská Arábie: Řetěz Řádu krále Abd al-Azíze (30. ledna 2024)[21]
- Omán: Řetěz Řádu Ál Saíd (6. února 2024)[22]
- Katar: Meč Zakladatele šejka Džasima bin Muhammad bin Thání (20. února 2024)[23]
- Spojené arabské emiráty: Řetěz Řádu Zajda (5. března 2024)[24]
- Egypt: Velkostuha Řádu Nilu (30. dubna 2024)
- Jordánsko: Řetěz Řádu al-Husajna bin Alího (23. dubna 2024)[25]
- Turecko: První třída Řádu Turecké republiky (7. května 2024)[26]